# 塞勒姆 (新墨西哥州)
塞勒姆（英語：Salem）是位於美國新墨西哥州唐娜安娜縣的普查規定居民點。

## 人口
根據2020年美國人口普查的數據，塞勒姆的面積為8.39平方千米，皆為陸地。當地共有人口797人，而人口密度為每平方千米94.99人。